# とんかつ大将
『とんかつ大将』（とんかつたいしょう）は、1952年に公開された川島雄三監督の日本映画。

## スタッフ
以下のスタッフ名はKINENOTEに従った。
- 監督 - 川島雄三
- 脚色 - 川島雄三
- 原作 - 富田常雄
- 製作 - 山口松三郎
- 撮影 - 西川亨
- 美術 - 逆井清一郎
- 音楽 - 木下忠司

## キャスト
以下の出演者名と役名はKINENOTEに従った。

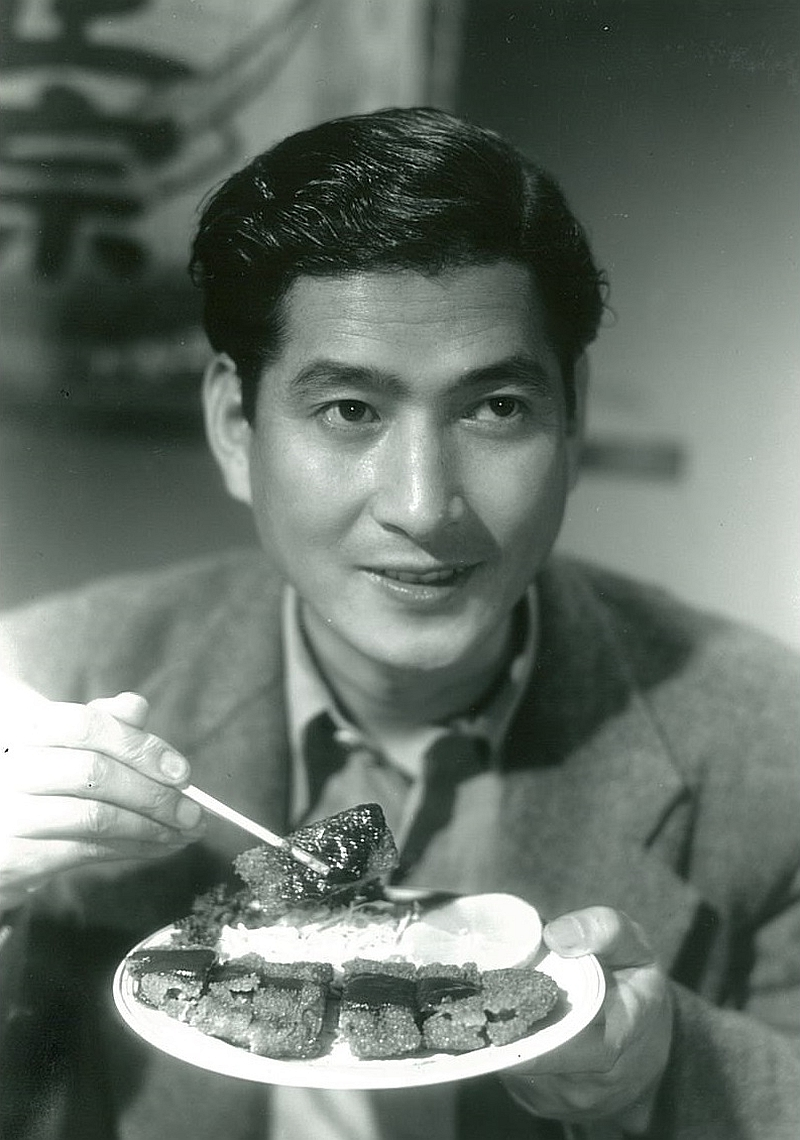
佐野周二

- 佐野周二 - 荒木勇作
- 美山悦子 - 妹 静子
- 長尾敏之助 - 佐田伴蔵
- 津島恵子 - 令嬢 真弓
- 角梨枝子 - 「一直」女主人 菊江
- 高橋貞二 - 弟 周二
- 三井弘次 - 艶歌師 吟月
- 徳大寺伸 - 丹羽利夫
- 幾野道子 - 妻 多美
- 設楽幸嗣 - 子供 利春
- 坂本武 - 太平
- 小園蓉子 - 娘 お艶
- 北龍二 - 弁護士 大岩